# Famille Bondumier
 (juillet 2024).
Si vous disposez d'ouvrages ou d'articles de référence ou si vous connaissez des sites web de qualité traitant du thème abordé ici, merci de compléter l'article en donnant les références utiles à sa vérifiabilité et en les liant à la section « Notes et références ».
La famille Bondumier (Bondomieri ou Bondimerio) est une famille patricienne de Venise, venue d'Accre au XIIe siècle. Elle fit partie des nobles de Venise à la clôture du Maggior Consiglio.

## Personnalités
- Marco, candidat à l'élection remportée finalement par Lorenzo Tiepolo en 1268;
- Maffeo, provéditeur d'armée au siège de Zara en 1355 ;
- Andrea, général de l'armée qui combattait à François Sforza la possession de la Lombardie;
- Pietro, sénateur et général en Candie;
- Andrea, le 3e patriarche de Venise de 1460 à 1464.

## Armes

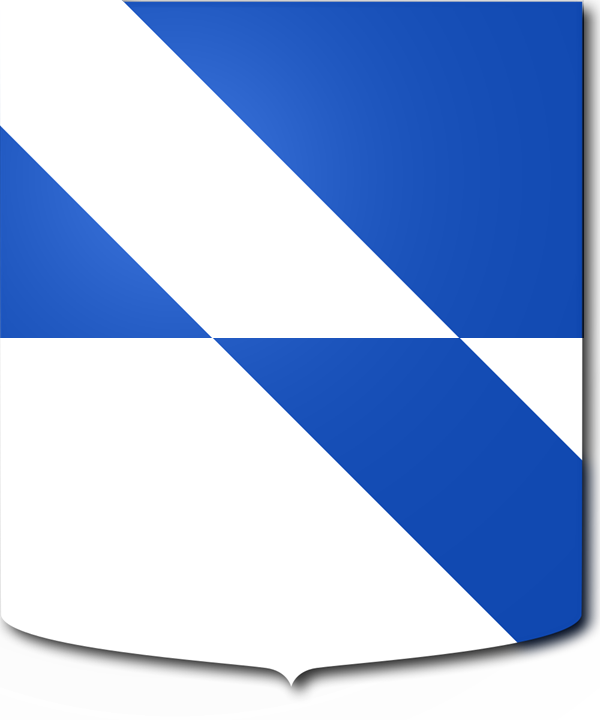
Armes des Bondumier.

Les armes des Bondumier se composent d'un écu coupé d'azur et d'argent avec une bande de l'un en l'autre.